# Skanderup
Skanderup er en landsby i Skanderup Sogn, Kolding Kommune, omtrent 3 km sydøst for Lunderskov, med 423 indbyggere  (2024).
I landsbyen findes Skanderup Kirke, Skanderup Valgmenighedskirke og Skanderup-Hjarup Forbundsskole.